# Fricativa dental surda
A fricativa dental surda é um tipo de som consonantal usado em algumas línguas faladas. É familiar para falantes de inglês como o 'th' em think. Embora bastante raro como fonema no inventário mundial de línguas, ele é encontrado em alguns dos mais difundidos e influentes (veja abaixo). O símbolo no Alfabeto Fonético Internacional que representa este som é ⟨θ⟩, e o símbolo X-SAMPA equivalente é T. O símbolo do AFI é a letra grega teta, que é usada para este som no grego pós-clássico, e o som é, portanto, frequentemente referido como "theta".
As fricativas dentais não sibilantes são frequentemente chamadas de "interdentais" porque são frequentemente produzidas com a língua entre os dentes superiores e inferiores, e não apenas contra a parte posterior dos dentes superiores ou inferiores, como ocorre com outras consoantes dentais.
Este som e sua contraparte expressa são fonemas raros que ocorrem em 4% das línguas em uma análise fonológica de 2.155 línguas. Entre as mais de 60 línguas com mais de 10 milhões de falantes, apenas o inglês, vários dialetos do árabe, espanhol europeu padrão, suaíli (em palavras derivadas do árabe) e grego têm a fricativa dental não sibilante surda. Falantes de línguas e dialetos sem o som às vezes têm dificuldade em produzir ou distingui-lo de sons semelhantes, especialmente se eles não tiveram chance de adquiri-lo na infância e, normalmente, substituí-lo por uma fricativa alveolar surda (/s/) (como em indonésio), oclusiva dental surda  (/t̪/) ou uma fricativa labiodental surda (/f/); conhecido respectivamente como th-alveolarização, th-parada, e th-frontal.
Sabe-se que o som desapareceu de vários idiomas, por ex. da maioria das línguas ou dialetos germânicos, onde é retido apenas em scots, inglês, elfdaliano e islandês, mas é alveolar no último deles. Entre as línguas indo-europeias não germânicas como um todo, o som já foi muito mais difundido, mas hoje é preservado em algumas línguas, incluindo as línguas britônicas, espanhol peninsular, galego, veneziano, albanês, alguns dialetos da língua occitana e grego. Da mesma forma, desapareceu de muitas línguas semíticas, como o hebraico (excluindo o hebraico iemenita) e muitas variedades modernas do árabe (excluindo o árabe tunisino, mesopotâmico e vários dialetos da Península Arábica que ainda o incluem).

## Características
- Seu modo de articulação é fricativa, ou seja, produzida pela constrição do fluxo de ar por um canal estreito no local da articulação, causando turbulência.
- Não tem a língua estriada e o fluxo de ar direcionado, ou as altas frequências de uma sibilante.
- Seu ponto de articulação é dental, o que significa que é articulado com a ponta ou a lâmina da língua nos dentes superiores, denominados respectivamente apical e laminal. Observe que a maioria dos batentes e líquidos descritos como dentais são, na verdade, denti-alveolares.
- Sua fonação é surda, o que significa que é produzida sem vibrações das cordas vocais.
- É uma consoante oral, o que significa que o ar só pode escapar pela boca.
- O mecanismo da corrente de ar é pulmonar, o que significa que é articulado empurrando o ar apenas com os pulmões e o diafragma, como na maioria dos sons.

## Ocorrência
| Língua              | Língua               | Palavra          | AFI            | Significado     | Notas |
| ------------------- | -------------------- | ---------------- | -------------- | --------------- | --- |
| Albanês             | Albanês              | thotë            | [θɔtə]         | (Ele) diz       | |
| Árabe               | Padrão moderno       | ثَوْب              | [θawb]ⓘ        | Um vestido      | Representado por ث. |
| Árabe               | Líbia oriental       | ثِلاثة            | [θɪˈlæːθæ]     | Três            | |
| Árabe               | Saná, Iêmen          | يِثَمَّن             | [jɪˈθæmːæn]    | É precificado   | |
| Árabe               | Iraque               | ثمانْية           | [θ(ɪ)ˈmæːnjæ]  | Oito            | |
| Árabe               | Cuzistão, Irã        | الثانْية          | [ɪθˈθæːnjæ]    | O segundo       | |
| Arapaho             | Arapaho              | yoo3on           | [jɔːθɔn]       | Cinco           | |
| Assírio neoaramaico | Assírio neoaramaico  | ܒܬ               | [beθa]         | Casa            | Mais usado nos dialetos Tyari, Barwari, Tel Keppe, Batnaya e Alqosh; percebido como [t] em outras variedades. |
| Avéstico            | Avéstico             | 𐬑𐬱𐬀𐬚𐬭𐬀‎ xšaθra    | [xʃaθra]       | Reino           | Língua litúrgica antiga extinta. |
| Basquir             | Basquir              | дуҫ / duθ        | [duθ]ⓘ         | Amigo           | |
| Berta               | Berta                | [θɪ́ŋɑ̀]           | [θɪ́ŋɑ̀]         | Comer           | |
| Birmanês            | Birmanês             | သုံး / thon:        | [θòʊ̯̃]          | Três            | Normalmente realizado como uma africada: [t̪͡θ]. |
| Córnico             | Córnico              | eth              | [ɛθ]           | Oito            | |
| Emiliano-Romanhol   | Emiliano-Romanhol    | fâza             | [ˈfaːθɐ]       | Face            | |
| Inglês              | Inglês               | thin             | [θɪn]ⓘ         | Fino            | |
| Galego              | Maioria dos dialetos | cero             | [ˈθɛɾo]        | Zero            | Merge com /s/ em [s] em dialetos ocidentais. |
| Grego               | Grego                | θάλασσα          | [ˈθalasa]      | Mar             | |
| Gweno               | Gweno                | [riθo]           | [riθo]         | Olho            | |
| Gwich’in            | Gwich’in             | thał             | [θaɬ]          | Calça           | |
| Halkomelem          | Halkomelem           | θqet             | [θqet]         | Árvore          | |
| Hän                 | Hän                  | nihthän          | [nihθɑn]       | Eu quero        | |
| Ḥarsusi             | Ḥarsusi              | [θəroː]          | [θəroː]        | Dois            | |
| Hebraico            | Iraquiano            | עברית            | [ʕibˈriːθ]     | Língua hebraica | |
| Hebraico            | Iemenita             | עברית            | [ʕivˈriːθ]     | Língua hebraica | |
| Hlai                | Basadung             | [θsio]           | [θsio]         | Um              | |
| Italiano            | Toscano              | i capitani       | [iˌhäɸiˈθäːni] | Os capitães     | Alofone intervocálico de /t/. |
| Cabile              | Cabile               | ṯafaṯ            | [θafaθ]        | Luz             | |
| Karen               | Sgaw                 | သၢ                | [θə˧]          | Três            | |
| Karuk               | Karuk                | yiθa             | [jiθa]         | Um              | |
| Kickapoo            | Kickapoo             | neθwi            | [nɛθwi]        | Três            | |
| Kwama               | Kwama                | [mɑ̄ˈθíl]         | [mɑ̄ˈθíl]       | Rir             | |
| Leonês              | Leonês               | ceru             | [θeɾu]         | Zero            | |
| Lorediakarkar       | Lorediakarkar        | [θar]            | [θar]          | Quatro          | |
| Malaio              | Malaio               | Selasa           | [θəlaθa]       | Terça-feira     | Ocorre principalmente em empréstimos da língua árabe que originalmente contêm este som, mas a escrita não se distingue dos empréstimos árabes com o som [s] e este som deve ser aprendido separadamente pelos falantes. |
| Massa               | Massa                | [faθ]            | [faθ]          | Cinco           | |
| Occitano            | Gascão               | macipon          | [maθiˈpu]      | Criança         | Limitou os sub-dialetos da região de Castillonais, no departamento de Ariège. |
| Occitano            | Vivaro-Alpino        | chin             | [θĩ]           | Cachorro        | Limitado a Vénosc, no departamento Isère. |
| Francês antigo      | Francês antigo       | améṭ             | [aˈmeːθ]       | Amado           | Disapareceu no século XII. Alofone de final de palavra de /ð/; este exemplo também alterna com o feminino améḍe [aˈmeːðə].                                                                                              |
| Persa antigo        | Persa antigo         | 𐏋 XŠ / xšāyaθiya | [xʃaːjaθija]   | Shah            | Língua antiga extinta. |
| Saanich             | Saanich              | TÁŦES            | [teθʔəs]       | Oito            | |
| Sardo               | Nuorês               | petha            | [pɛθa]         | Carne           | |
| Ngen                | Ngen                 | [θar]            | [θar]          | Quatro          | |
| Shawnee             | Shawnee              | nthwi            | [nθwɪ]         | Três            | |
| Sioux               | Nakoda               | ktusa            | [ktũˈθa]       | Quatro          | |
| Espanhol            | Espanha              | cazar            | [käˈθär]       | Caçar           | Interdental. Este som não é contrastante na América Latina, no sul da Andaluzia ou nas Ilhas Canárias. |
| Suaíli              | Suaíli               | thamini          | [θɑˈmini]      | Valor           | Ocorre principalmente em empréstimos da língua árabe que originalmente continham este som. |
| Tanacross           | Tanacross            | thiit            | [θiːtʰ]        | Brasa           | |
| Toda                | Toda                 | உஇனபஒத           | [wɨnboθ]       | Nove            | |
| Turcomeno           | Turcomeno            | sekiz            | [θekið]        | Oito            | |
| Tutchone            | Norte                | tho              | [θo]           | Calças          | |
| Tutchone            | Sul                  | thü              | [θɨ]           | Calças          | |
| Yuman do planalto   | Havasupai            | [θerap]          | [θerap]        | Cinco           | |
| Yuman do planalto   | Hualapai             | [θarap]          | [θarap]        | Cinco           | |
| Yuman do planalto   | Yavapai              | [θerapi]         | [θerapi]       | Cinco           | |
| Veneziano           | Dialetos orientais   | çinque           | [ˈθiŋkwe]      | Cinco           | Corresponde a /s/ em outros dialetos. |
| Wolaytta            | Wolaytta             | shiththa         | [ɕiθθa]        | Flor            | |
| Galês               | Galês                | saith            | [saiθ]         | Sete            | |
| Zhuang              | Zhuang               | saw              | [θaːu˨˦]       | Língua          | |